# Side letter
Side letter (dt.: Nebenvereinbarung, Nebenvertrag, Nebenabrede, Zusatzvereinbarung, Zusatzprotokoll etc., auch Sideletter geschrieben) sind schuldrechtliche Vereinbarungen von zwei oder mehreren Rechtssubjekten, die neben einem oder mehreren Hauptverträgen abgeschlossen werden. Side letter sollen in der Regel Teile in den Hauptverträge(n) ersetzen, ergänzen oder auch abändern. Sie sind (physisch) nicht Teil des Hauptvertrages, sondern hiervon getrennte Abreden oder Absprachen.

## Name
Side bezeichnet im Englischen im vorliegenden Zusammenhang etwas, das sich neben der Hauptsache befindet (siehe z. B. auch: Sideboard). Letter bezeichnet im Englischen im vorliegenden Zusammenhang eine Abrede, ein Schriftstück, eine Vereinbarung etc.

## Form
Side letter können schriftlich (Regelfall) oder mündlich durch die Vertragsparteien oder deren Bevollmächtigte abgeschlossen werden. Neben schriftlichen Hauptverträgen können mündliche Side letter (und umgekehrt) bestehen, jedoch dürfen Formvorschriften (z. B. Notariatsaktpflicht, Steuerpflicht) oder Zustimmungserfordernisse (z. B. in einer Regierung durch den zuständigen Minister oder den Präsidenten) etc. dadurch nicht umgangen werden.

## Rechtswirkung
Wie der Hauptvertrag basiert auch die Side letter auf mindestens zwei übereinstimmenden Willenserklärungen von geschäftsfähigen Personen, in dem sich die Vertragsparteien zu einem bestimmten Tun, Dulden oder Unterlassen verpflichten. Unter Umständen können auch Dritte von den Vertragsparteien durch ein Side letter begünstigt werden.
Side letter sind grundsätzlich eigenständige Verträge, die jedoch zum Hauptvertrag in einem untrennbaren Verhältnis stehen, da sie diesen ersetzen, ergänzen oder abändern oder unter Umständen auch beenden. Fällt der Hauptvertrag weg (z. B. wegen Vertragskündigung), fällt auch in der Regel, sofern nicht etwas anderes bestimmt wurde, der Nebenvertrag auch weg.
Je nach Ausgestaltung der Side letter ergänzt, ändert oder ersetzt bzw. beendet dieser den Hauptvertrag und kann auch mehrere dieser Funktionen gleichzeitig beinhalten.

## Verwendung
Side letter können sowohl bei privatrechtlichen, öffentlich-rechtlichen als auch völkerrechtlichen Verträgen verwendet werden. Teilweise dienen Side letter der Ergänzung von Hauptverträgen, um bestimmte Aspekte nicht öffentlich zu machen.
reale Beispiele
- im deutsch-sowjetischen Nichtangriffspakt (Molotow-Ribbentrop-Pakt) wurden in einem geheimen Zusatzprotokoll (= Side letter) die Aufteilung der Interessensphären zwischen Nazi-Deutschland und der Sowjetunion festgelegt.
- In der Regierung Kurz I vereinbarten die ÖVP und die FPÖ als Koalitionspartner neben dem öffentlichen Koalitionsvertrag in einem geheimen Side letter die politisch motivierte Besetzung von Richterstellen, Aufsichtsratsposten, Umgestaltung von Einrichtungen (z. B. ORF), sogenannte Postenschacherei. Einen ähnlichen geheimen Side letter gab es auch zum Koalitionsvertrag in der Regierung Kurz II zwischen ÖVP und GRÜNE.[3][4][5]

fiktive Beispiele
- Im Gesellschaftsvertrag einer GmbH werden Regelungen über die Zustimmungserfordernisse aller Gesellschafter für Änderungen des Gesellschaftsvertrags vorgesehen, die in einem geheimen Side letter jedoch so abgeändert werden, dass ein Gesellschafter eine Sperrmöglichkeit bei allen Abstimmungen erhält (siehe z. B. auch: Goldene Aktie).
- Verkäufer und Käufer vereinbaren bei einem Grundstücksgeschäft schriftlich einen öffentlich zugänglichen Hauptvertrag mit einer Kaufsumme von 500.000 und in einer geheimen mündlichen Nebenabrede, dass der Kaufpreis in Wirklichkeit 800.000 betrage und 300.000 am Finanzamt vorbei vom Käufer an den Verkäufer bezahlt werden soll, um für die 300.000 Steuern zu „sparen“.

Vermutungen (Transparenz)
- „Seit exakt 165 Tagen wird das größte Gericht Österreichs [Bundesverwaltungsgericht] interimistisch von Vizepräsident Michael Sachs geleitet. (…) Vermutet wird, dass die im Vorjahr publik gewordenen Sideletter zwischen ÖVP und Grünen eine wesentliche Rolle beim Stillstand spielen. (…) Seit Monaten ist auch der Leitungsposten der Bundeswettbewerbsbehörde (BWB) lediglich interimistisch besetzt. (…) Die Grünen würden es begrüßen, wenn das (ÖVP-geführte) Wirtschafts- und Arbeitsministerium sein Gutachten veröffentlichen würde. Dafür sei aber das Ressort selbst verantwortlich.“[6]